# وربلیوژی
وربلیوژی (به لاتین: Verblyuzhy) یک منطقهٔ مسکونی در روسیه است که در استان آستراخان واقع شده‌است.